# 이나사산
이나사산(稲佐山)은 일본 나가사키현 나가사키시에 있는 해발 333 미터의 산이다. 재단법인 나가사키 로프웨이 · 수족관이 나가사키시의 위탁을 받아 관리 및 운영한다.
나가사키 시가지의 서쪽에 위치하고 있으며, 정상 (전망대)은 관광지로 잘 알려져 있다. 고도가 낮지만, 나가사키항을 내려다 보는 위치에 있기 때문에 정상 (전망대)에서 보이는 경치가 좋아서 야경 명소로 알려져 있다. 하코다테시의 하코다테산, 고베시의 마야산과 함께 일본 3대 야경으로 불린다. 또한, 이나사산 정상에는 나가사키 로프웨이를 사용하여 오르는 것이 가능하다.